# 宇宙379号
宇宙379号（俄语：Космос 379）是前苏联一艘在地球轨道上作不载人测试的LK登月舱(相当于苏联的阿波罗登月舱)。

## 任务
为在地球轨道模拟登月任务的推进系统操作，宇宙379号进入了192到232公里的近地轨道。三天后，它启动引擎，模拟在月球上空环绕和着陆，模拟在分离D级引擎后降落到月球表面。发动机点火使其轨道从192公里x233公里变为196公里x1206公里(加速度=263米/秒)。
模拟在月球停留后，它的速度提高到1.518公里/秒，模拟上升到月球轨道，最终到达14035公里的远地点。 在这些主要机动之后是一系列的小调整，模拟与联盟7K-L3号的交会对接。LK着陆器的测试没有出现重大问题，1983年9月21日它坠入大气层烧毁。

## 参数
- 航天器：T2K
- 质量：5500千克
- 船员：无
- 发射日期：1970年11月24日
- 登陆：1983年9月21日重返大气层
- 轨道：192公里